# A Nyíregyháza Spartacus FC 2007–2008-as szezonja
A Nyíregyháza Spartacus FC 2007–2008-as szezonja szócikk a Nyíregyháza Spartacus FC első számú férfi labdarúgócsapatának egy szezonjáról szól.

## Mérkőzések
| Színmagyarázat | Színmagyarázat |
| -------------- | -------------- |
|                | Győzelem.      |
|                | Döntetlen.     |
|                | Vereség.       |

### Soproni Liga 2007–08

#### Őszi fordulók
| 1. forduló 2007. augusztus 29. 17:00 |

| Nyíregyháza Spartacus | 1 – 0               | Győri ETO                         |
| --------------------- | ------------------- | --------------------------------- |
| Hegedűs 44' Cséke 53' | (1 – 0) Jegyzőkönyv | Šupić 48' Müller 70' Völgyi 90+1' |

| Nyíregyháza Városi Stadion, Nyíregyháza Nézőszám: 3 000 Játékvezető: Andó-Szabó Sándor (magyar) |

| 2. forduló 2007. július 28. 18:00 |

| FC Tatabánya | 0 – 1               | Nyíregyháza Spartacus                 |
| ------------ | ------------------- | ------------------------------------- |
| Balogh 69'   | (0 – 1) Jegyzőkönyv | Montvai 32' (11-esből) 66' Bagoly 51' |

| Városi Stadion, Tatabánya Nézőszám: 1 500 Játékvezető: Veizer Roland (magyar) |

| 3. forduló 2007. augusztus 4. 17:30 |

| Nyíregyháza Spartacus                     | 2 – 0               | Rákospalotai EAC           |
| ----------------------------------------- | ------------------- | -------------------------- |
| Lippai 52' Bagoly 82' 67' Vukadinović 84' | (0 – 0) Jegyzőkönyv | Kapcsos 21' Polonkai 90+1' |

| Nyíregyháza Városi Stadion, Nyíregyháza Nézőszám: 4 000 Játékvezető: Iványi Zoltán (magyar) |

| 4. forduló 2007. augusztus 11. 19:00 |

| FC Sopron      | 1 – 1               | Nyíregyháza Spartacus                         |
| -------------- | ------------------- | --------------------------------------------- |
| Tchana 10' 65' | (1 – 1) Jegyzőkönyv | Miskolczi 27' 51' Hegedűs 38' Lăzăreanu 90+5' |

| Káposztás utcai Stadion, Sopron Nézőszám: 3 000 Játékvezető: Mészáros István (magyar) |

- A mérkőzést törölték és 3–0-val a Nyíregyháza Spartacusnak került jóváírásra.

| 5. forduló 2007. augusztus 18. 15:00 |

| Nyíregyháza Spartacus | 0 – 1               | FC Fehérvár |
| --------------------- | ------------------- | ----------- |
| Cornaci 73' Zaleh 79' | (0 – 1) Jegyzőkönyv | Farkas 36'  |

| Nyíregyháza Városi Stadion, Nyíregyháza Nézőszám: 4 000 Játékvezető: Kassai Viktor (magyar) |

| 6. forduló 2007. augusztus 25. 17:30 |

| Paksi FC                                    | 3 – 0               | Nyíregyháza Spartacus                          |
| ------------------------------------------- | ------------------- | ---------------------------------------------- |
| Hanák 47' Horváth 71' Márkus 90' Molnár 28' | (0 – 0) Jegyzőkönyv | Zabos 19' Menougong 52′ Bagoly 64' Ambrusz 77′ |

| Fehérvári úti stadion, Paks Nézőszám: 1 500 Játékvezető: Solymosi Péter (magyar) |

| 7. forduló 2007. szeptember 1. 16:00 |

| Nyíregyháza Spartacus                 | 1 – 2               | Újpest                                         |
| ------------------------------------- | ------------------- | ---------------------------------------------- |
| Zaleh 51' 51' Minczér 20' Ambrusz 58' | (0 – 1) Jegyzőkönyv | Radulović 35' Roiha 80' 81' Habi 25' Böjte 81' |

| Nyíregyháza Városi Stadion, Nyíregyháza Nézőszám: 3 500 Játékvezető: Mészáros István (magyar) |

| 8. forduló 2007. szeptember 15. 18:00 |

| Diósgyőr                        | 0 – 0               | Nyíregyháza Spartacus                                    |
| ------------------------------- | ------------------- | -------------------------------------------------------- |
| Katona 19' Carr 79' Köteles 89' | (0 – 0) Jegyzőkönyv | Zaleh 21' Miskolczi 23' Hegedűs 52' Bagoly 79' Cséke 89' |

| DVTK-stadion, Miskolc Nézőszám: 8 000 Játékvezető: Szabó Zsolt (magyar) |

| 9. forduló 2007. szeptember 22. 15:00 |

| Nyíregyháza Spartacus                | 1 – 1               | Debreceni VSC                     |
| ------------------------------------ | ------------------- | --------------------------------- |
| Menougong 9' 30' Cséke 63' Zabos 68' | (1 – 0) Jegyzőkönyv | Kerekes 65' Vukmir 17' Takács 26' |

| Nyíregyháza Városi Stadion, Nyíregyháza Nézőszám: 9 500 Játékvezető: Vad II. István (magyar) |

| 10. forduló 2007. szeptember 29. 18:00 |

| BFC Siófok | 0 – 1               | Nyíregyháza Spartacus                           |
| ---------- | ------------------- | ----------------------------------------------- |
| Kuttor 47' | (0 – 1) Jegyzőkönyv | Szilágyi 12' Minczér 62' Lippai 78' Hegedűs 86' |

| Révész Géza utcai stadion, Siófok Nézőszám: 2 000 Játékvezető: Veizer Roland (magyar) |

| 11. forduló 2007. október 6. 15:00 |

| Nyíregyháza Spartacus                      | 2 – 1               | Zalaegerszegi TE                           |
| ------------------------------------------ | ------------------- | ------------------------------------------ |
| Cornaci 70' 67' Vukadinović 78' Bagoly 34' | (0 – 1) Jegyzőkönyv | Koplárovics 2' Méyé 40' Tóth 45' Vulin 56' |

| Nyíregyháza Városi Stadion, Nyíregyháza Nézőszám: 5 000 Játékvezető: Pánczél Krisztián (magyar) |

| 12. forduló 2007. október 22. 18:00 |

| MTK Budapest           | 2 – 0               | Nyíregyháza Spartacus                     |
| ---------------------- | ------------------- | ----------------------------------------- |
| Bori 43' Szabó 50' 70' | (1 – 0) Jegyzőkönyv | Bagoly 71' Zaleh 75' Zabos 77' Lippai 77' |

| Hidegkuti Nándor Stadion, Budapest Nézőszám: 1 000 Játékvezető: Bognár Tamás (magyar) |

| 13. forduló 2007. november 3. 13:30 |

| Nyíregyháza Spartacus   | 0 – 2               | Kaposvári Rákóczi              |
| ----------------------- | ------------------- | ------------------------------ |
| Montvai 45' Hegedűs 50' | (0 – 2) Jegyzőkönyv | André Alves 30' 38' Maróti 56' |

| Nyíregyháza Városi Stadion, Nyíregyháza Nézőszám: 4 500 Játékvezető: Sulyok Gergely (magyar) |

| 14. forduló 2007. november 10. 13:00 |

| Budapest Honvéd | 0 – 0               | Nyíregyháza Spartacus |
| --------------- | ------------------- | --------------------- |
|                 | (0 – 0) Jegyzőkönyv | Zabos 88'             |

| Bozsik József Stadion, Budapest Nézőszám: 2 000 Játékvezető: Arany Tamás (magyar) |

| 15. forduló 2007. november 24. 13:00 |

| Nyíregyháza Spartacus                                | 2 – 1               | Vasas                            |
| ---------------------------------------------------- | ------------------- | -------------------------------- |
| Szilágyi 30' Montvai 82' Perényi 84' Miskolczi 90+2′ | (1 – 1) Jegyzőkönyv | Németh 39' Tóth 88' Pandur 90+2′ |

| Nyíregyháza Városi Stadion, Nyíregyháza Nézőszám: 3 000 Játékvezető: Vad II. István (magyar) |

#### Tavaszi fordulók
| 16. forduló 2008. február 23. 14:00 |

| Győri ETO                                            | 5 – 0               | Nyíregyháza Spartacus                 |
| ---------------------------------------------------- | ------------------- | ------------------------------------- |
| Tokody 7' 77' 90+1' Völgyi 21' Dudás 54' Brnović 79' | (2 – 0) Jegyzőkönyv | Mboussi 9' Luis Ramos 17' Cornaci 37' |

| ETO Park, Győr Nézőszám: 3 000 Játékvezető: Bede Ferenc (magyar) |

| 17. forduló 2008. március 1. 14:00 |

| Nyíregyháza Spartacus                                                         | 5 – 0               | FC Tatabánya         |
| ----------------------------------------------------------------------------- | ------------------- | -------------------- |
| Granát 49' Szilágyi 57' Bagoly 73' Lippai 77' (11-esből) Dosso 83' Welton 34' | (0 – 0) Jegyzőkönyv | Lázár 65' Vámosi 76' |

| Nyíregyháza Városi Stadion, Nyíregyháza Nézőszám: zárt kapus Játékvezető: Németh Ádám (magyar) |

| 18. forduló 2008. március 8. 16:00 |

| Soproni REAC                   | 2 – 2               | Nyíregyháza Spartacus                             |
| ------------------------------ | ------------------- | ------------------------------------------------- |
| Nyerges 59' Torma 61' Rása 60' | (0 – 0) Jegyzőkönyv | Kovács 82' Dosso 86' Luis Ramos 58' Perényi 90+1' |

| Sopron Nézőszám: 1 300 Játékvezető: Pánczél Krisztián (magyar) |

| 19. forduló 2008. március 15. |

| Nyíregyháza Spartacus | 3 – 0               | FC Sopron |
| --------------------- | ------------------- | --------- |
|                       | (0 – 0) Jegyzőkönyv |           |

| Nyíregyháza Városi Stadion, Nyíregyháza |

- A mérkőzést törölték és 3–0-val a Nyíregyháza Spartacusnak került jóváírásra.

| 20. forduló 2008. március 22. 16:00 |

| FC Fehérvár                   | 2 – 1               | Nyíregyháza Spartacus                   |
| ----------------------------- | ------------------- | --------------------------------------- |
| Dvéri 16' Sitku 63' Simek 59' | (1 – 0) Jegyzőkönyv | Cornaci 73' 66' Mboussi 33' Minczér 86' |

| Sóstói Stadion, Székesfehérvár Nézőszám: 1 168 Játékvezető: Berger József (magyar) |

| 21. forduló 2008. március 29. 16:00 |

| Nyíregyháza Spartacus                  | 1 – 2               | Paksi FC                                          |
| -------------------------------------- | ------------------- | ------------------------------------------------- |
| Szilágyi 58' Miskolczi 72' Cornaci 75' | (0 – 0) Jegyzőkönyv | Weitner 90+2' Tököli 90+4' (11-esből) Kriston 27' |

| Nyíregyháza Városi Stadion, Nyíregyháza Nézőszám: 3 000 Játékvezető: Sápi Csaba (magyar) |

| 22. forduló 2008. április 7. 18:00 |

| Újpest                                         | 1 – 0               | Nyíregyháza Spartacus                |
| ---------------------------------------------- | ------------------- | ------------------------------------ |
| Dourandi 83' Haman 40' Božić 43' Radulović 85' | (0 – 0) Jegyzőkönyv | Luis Ramos 11' Dosso 15' Hegedűs 87' |

| Szusza Ferenc Stadion, Budapest Nézőszám: 3 153 Játékvezető: Iványi Zoltán (magyar) |

| 23. forduló 2008. április 12. 19:00 |

| Nyíregyháza Spartacus        | 2 – 1               | Diósgyőr                                   |
| ---------------------------- | ------------------- | ------------------------------------------ |
| Granát 12' Miskolczi 45' 54' | (2 – 0) Jegyzőkönyv | Honma 55' Sebők 16' Kamber 42′ Hegedűs 53' |

| Nyíregyháza Városi Stadion, Nyíregyháza Nézőszám: 7 500 Játékvezető: Mészáros István (magyar) |

| 24. forduló 2008. április 19. 15:00 |

| Debreceni VSC                                                            | 4 – 1               | Nyíregyháza Spartacus                 |
| ------------------------------------------------------------------------ | ------------------- | ------------------------------------- |
| Huszák 25' Takács 44' Bagoly 73' (öngól) Leandro 83' (11-esből) Bíró 86' | (2 – 0) Jegyzőkönyv | Bagoly 51' (11-esből) 83' Mboussi 41' |

| Oláh Gábor utcai stadion, Debrecen Nézőszám: 6 000 Játékvezető: Bede Ferenc (magyar) |

| 25. forduló 2008. április 26. 19:00 |

| Nyíregyháza Spartacus   | 2 – 0               | BFC Siófok  |
| ----------------------- | ------------------- | ----------- |
| Dosso 10' Miskolczi 42' | (2 – 0) Jegyzőkönyv | Forgács 65' |

| Nyíregyháza Városi Stadion, Nyíregyháza Nézőszám: 3 000 Játékvezető: Iványi Zoltán (magyar) |

| 26. forduló 2008. május 3. 19:00 |

| Zalaegerszegi TE | 0 – 0               | Nyíregyháza Spartacus                |
| ---------------- | ------------------- | ------------------------------------ |
| Botis 40'        | (0 – 0) Jegyzőkönyv | Cséke 25' Mboussi 41' Luis Ramos 80' |

| ZTE Aréna, Zalaegerszeg Nézőszám: 2 700 Játékvezető: Szilasi Szabolcs (magyar) |

| 27. forduló 2008. május 9. 19:00 |

| Nyíregyháza Spartacus        | 0 – 2               | MTK Budapest                                          |
| ---------------------------- | ------------------- | ----------------------------------------------------- |
| Miskolczi 42' Luis Ramos 53' | (0 – 1) Jegyzőkönyv | Kanta 29' Urbán 51' Pollák 42' Zsidai 85' Kecskés 90' |

| Nyíregyháza Városi Stadion, Nyíregyháza Nézőszám: 6 000 |

| 28. forduló 2008. május 17. 19:00 |

| Kaposvári Rákóczi                            | 1 – 1               | Nyíregyháza Spartacus                                                              |
| -------------------------------------------- | ------------------- | ---------------------------------------------------------------------------------- |
| André Alves 43' Kovácsevics 89' Pintér 90+2' | (1 – 0) Jegyzőkönyv | Miskolczi 70' Zaleh 16' Hegedűs 26' Zabos 47' Granát 56' Vukadinović 76' Cséke 78′ |

| Rákóczi Stadion, Kaposvár Nézőszám: 2 000 Játékvezető: Kassai Viktor (magyar) |

| 29. forduló 2008. május 25. 18:00 |

| Nyíregyháza Spartacus                                             | 3 – 0               | Budapest Honvéd       |
| ----------------------------------------------------------------- | ------------------- | --------------------- |
| Filó 31' (öngól) Lippai 51' Luis Ramos 79' Mboussi 20' Bagoly 71' | (1 – 0) Jegyzőkönyv | Adewunmi 35' Filó 55' |

| Nyíregyháza Városi Stadion, Nyíregyháza Nézőszám: 3 000 Játékvezető: Sulyok Gergely (magyar) |

| 30. forduló 2008. május 30. 19:00 |

| Vasas                           | 3 – 1               | Nyíregyháza Spartacus                           |
| ------------------------------- | ------------------- | ----------------------------------------------- |
| Lázok 53' Pandur 70' Németh 90' | (0 – 1) Jegyzőkönyv | Lippai 45' (11-esből) Hegedűs 68' Lăzăreanu 70' |

| Illovszky Rudolf Stadion, Budapest Nézőszám: 2 000 Játékvezető: Iványi Zoltán (magyar) |

#### A bajnokság végeredménye
|    | Csapat                | Játszott | Gy | D  | V  | LG | KG | GK  | Pont |
| -- | --------------------- | -------- | -- | -- | -- | -- | -- | --- | ---- |
| 1  | MTK Budapest          | 30       | 20 | 6  | 4  | 65 | 22 | +43 | 66   |
| 2  | Debreceni VSC         | 30       | 19 | 7  | 4  | 67 | 27 | +40 | 64   |
| 3  | Győri ETO             | 30       | 17 | 9  | 4  | 66 | 34 | +32 | 60   |
| 4  | Újpest                | 30       | 16 | 7  | 7  | 57 | 40 | +17 | 55   |
| 5  | FC Fehérvár           | 30       | 17 | 3  | 10 | 48 | 32 | +16 | 54   |
| 6  | Kaposvári Rákóczi     | 30       | 15 | 8  | 7  | 50 | 37 | +13 | 53   |
| 7  | Zalaegerszegi TE      | 30       | 13 | 7  | 10 | 55 | 39 | +15 | 46   |
| 8  | Budapest Honvéd       | 30       | 12 | 7  | 11 | 45 | 36 | +11 | 43   |
| 9  | Nyíregyháza Spartacus | 30       | 12 | 6  | 12 | 36 | 36 | 0   | 42   |
| 10 | Vasas                 | 30       | 12 | 5  | 13 | 42 | 45 | –3  | 41   |
| 11 | Paksi FC              | 30       | 10 | 9  | 11 | 53 | 50 | +3  | 39   |
| 12 | Rákospalotai EAC      | 30       | 8  | 9  | 13 | 44 | 58 | –14 | 33   |
| 13 | BFC Siófok            | 30       | 7  | 8  | 15 | 36 | 46 | –10 | 29   |
| 14 | Diósgyőr              | 30       | 5  | 13 | 12 | 45 | 63 | –18 | 28   |
| 15 | FC Tatabánya¹         | 30       | 3  | 4  | 23 | 37 | 92 | –55 | 13   |
| 16 | FC Sopron²            | törölve  |    |    |    |    |    |     |      |

* Gy: Győzelem D: Döntetlen V: Vereség LG: Lőtt gól KG: Kapott gól GK: Gólkülönbség
|  | A Bajnokok Ligája selejtezőjének második körébe jut     |
|  | Az UEFA-kupa selejtezőjének első fordulójába jut        |
|  | UEFA Intertotó Kupa selejtezőjének első fordulójába jut |
|  | Kiesők                                                  |

¹Az FC Tatabánya a 2008/09-es bajnokságra nem kért licencet.

²Jogerős licencmegvonás, és így kizárva a bajnokságból.

#### Az eredmények összesítése
Az alábbi táblázatban összesítve szerepelnek a Nyíregyháza Spartacus FC 2007/08-as bajnokságban elért eredményei.
| Ősz/tavasz (forduló)    | Otthon | Otthon | Otthon | Otthon | Otthon | Otthon | Otthon | Idegenben | Idegenben | Idegenben | Idegenben | Idegenben | Idegenben | Idegenben |
| Ősz/tavasz (forduló)    | M      | GY     | D      | V      | LG–KG  | GK     | P      | M         | GY        | D         | V         | LG–KG     | GK        | P         |
| ----------------------- | ------ | ------ | ------ | ------ | ------ | ------ | ------ | --------- | --------- | --------- | --------- | --------- | --------- | --------- |
| Őszi szezon (1–15.)     | 8      | 4      | 1      | 3      | 9–8    | +1     | 13     | 7         | 3         | 2         | 2         | 5–5       | 0         | 11        |
| Tavaszi szezon (16–30.) | 7      | 5      | 0      | 2      | 16–5   | +11    | 15     | 8         | 0         | 3         | 5         | 6–18      | –12       | 3         |
| Összesen (1–30.)        | 15     | 9      | 1      | 5      | 25–13  | +12    | 28     | 15        | 3         | 5         | 7         | 11–23     | –12       | 14        |

#### Helyezések fordulónként
| Forduló  | 1  | 2  | 3  | 4  | 5 | 6 | 7  | 8 | 9 | 10 | 11 | 12 | 13 | 14 | 15 | 16 | 17 | 18 | 19 | 20 | 21 | 22 | 23 | 24 | 25 | 26 | 27 | 28 | 29 | 30 |
| -------- | -- | -- | -- | -- | - | - | -- | - | - | -- | -- | -- | -- | -- | -- | -- | -- | -- | -- | -- | -- | -- | -- | -- | -- | -- | -- | -- | -- | -- |
| Helyszín | O  | I  | O  | I  | O | I | O  | I | O | I  | O  | I  | O  | I  | O  | I  | O  | I  | O  | I  | O  | I  | O  | I  | O  | I  | O  | I  | O  | I  |
| Eredmény | GY | GY | GY | GY | V | V | V  | D | D | GY | GY | V  | V  | D  | GY | V  | GY | D  | GY | V  | V  | V  | GY | V  | GY | D  | V  | D  | GY | V  |
| Helyezés | 7  | 4  | 2  | 3  | 5 | 8 | 10 | 9 | 8 | 8  | 5  | 7  | 8  | 8  | 8  | 9  | 8  | 8  | 8  | 9  | 9  | 9  | 9  | 9  | 9  | 9  | 9  | 10 | 9  | 10 |

Helyszín: O = Otthon; I = Idegenben. Eredmény: GY = Győzelem; D = Döntetlen; V = Vereség.

### Magyar kupa
| 3. forduló 2007. szeptember 5. 16:00 |

| Bőcs KSC               | 0 – 2               | Nyíregyháza Spartacus                    |
| ---------------------- | ------------------- | ---------------------------------------- |
| Czipó 75' Szakszon 87' | (0 – 1) Jegyzőkönyv | Menougong 10' Vukadinović 50' Krajnc 83' |

| Bőcs Játékvezető: Oláh Gábor (magyar) |

| 4. forduló 2007. szeptember 26. 18:00 |

| Békéscsaba 1912 Előre                            | 2 – 5               | Nyíregyháza Spartacus                                               |
| ------------------------------------------------ | ------------------- | ------------------------------------------------------------------- |
| Pozsár 5' 2' Ladányi 7' 70' Horváth 45' Such 71' | (2 – 2) Jegyzőkönyv | Szilágyi 35' Rojas 40' Krajnc 70' Lippai 76' Menougong 88' Sipos 5' |

| Békéscsaba Játékvezető: Mészáros István (magyar) |

| 5. forduló Első mérkőzés 2007. október 24. 18:00 |

| Gyirmót FC    | 2 – 0               | Nyíregyháza Spartacus |
| ------------- | ------------------- | --------------------- |
| Varga 23' 69' | (1 – 0) Jegyzőkönyv | Ambrusz 80′           |

| Győr |

| 5. forduló Visszavágó 2007. november 7. 13:30 |

| Nyíregyháza Spartacus                                            | 1 – 0               | Gyirmót FC         |
| ---------------------------------------------------------------- | ------------------- | ------------------ |
| Zabos 59' 43' Szilágyi 41′ Miskolczi 55' Minczér 61' Cornaci 79' | (0 – 0) Jegyzőkönyv | Nagy 60' Török 86' |

| Nyíregyháza Városi Stadion, Nyíregyháza Játékvezető: Fábián Mihály (magyar) |

### Ligakupa

#### Őszi csoportkör (C csoport)
| 1. forduló 2007. augusztus 15. 17:00 |

| Nyíregyháza Spartacus                         | 4 – 0               | Vasas                  |
| --------------------------------------------- | ------------------- | ---------------------- |
| Menougong 3' 48' 64' Szilágyi 20' Minczér 80' | (2 – 0) Jegyzőkönyv | Tandari 57' Rebryk 87' |

| Nyíregyháza Városi Stadion, Nyíregyháza Játékvezető: Berger József (magyar) |

| 2. forduló 2007. augusztus 22. 16:00 |

| Debreceni VSC                     | 3 – 2               | Nyíregyháza Spartacus                |
| --------------------------------- | ------------------- | ------------------------------------ |
| Zsolnai 28' Kerekes 41' Dombi 68' | (2 – 0) Jegyzőkönyv | Moldovan 58' Cséke 83' Miskolczi 55' |

| Oláh Gábor utcai stadion, Debrecen Játékvezető: Iványi Zoltán (magyar) |

| 3. forduló 2007. szeptember 9. 19:00 |

| Diósgyőr                 | 1 – 0               | Nyíregyháza Spartacus                |
| ------------------------ | ------------------- | ------------------------------------ |
| Ebala 68' 53' Kállai 54' | (0 – 0) Jegyzőkönyv | Bagoly 39' Vukadinović 75' Cséke 83' |

| DVTK-stadion, Miskolc Játékvezető: Pánczél Krisztián (magyar) |

| 4. forduló 2007. szeptember 19. 16:00 |

| Nyíregyháza Spartacus    | 1 – 0               | Diósgyőr   |
| ------------------------ | ------------------- | ---------- |
| Moldovan 41' Ambrusz 55' | (1 – 0) Jegyzőkönyv | Vámosi 85' |

| Nyíregyháza Városi Stadion, Nyíregyháza Játékvezető: Németh Ádám (magyar) |

| 5. forduló 2007. október 3. 17:00 |

| Vasas      | 0 – 1               | Nyíregyháza Spartacus             |
| ---------- | ------------------- | --------------------------------- |
| Rebryk 53' | (0 – 0) Jegyzőkönyv | Rojas 74' Miskolczi 44' Zabos 53' |

| Illovszky Rudolf Stadion, Budapest Játékvezető: Arany Tamás (magyar) |

| 6. forduló 2007. október 10. 15:00 |

| Nyíregyháza Spartacus                                  | 0 – 2               | Debreceni VSC                                                 |
| ------------------------------------------------------ | ------------------- | ------------------------------------------------------------- |
| Miskolczi 34' Szilágyi 50' Hegedűs 73' Bagoly 17′, 87′ | (0 – 1) Jegyzőkönyv | Sidibe 6' Kouemaha 74' Vukmir 9' Komlósi 28′, 50′ Kerekes 62' |

| Nyíregyháza Városi Stadion, Nyíregyháza Játékvezető: Szabó Zsolt (magyar) |

#### A C csoport végeredménye
| Csapat                | M | Gy | D | V | G+ | G– | Gk | P  |
| --------------------- | - | -- | - | - | -- | -- | -- | -- |
| Debreceni VSC         | 6 | 3  | 2 | 1 | 10 | 6  | +4 | 11 |
| Diósgyőr              | 6 | 3  | 1 | 2 | 6  | 6  | 0  | 10 |
| Nyíregyháza Spartacus | 6 | 3  | 0 | 3 | 8  | 6  | +2 | 9  |
| Vasas                 | 6 | 1  | 1 | 4 | 5  | 11 | –6 | 4  |

#### Tavaszi csoportkör (C csoport)
| 1. forduló 2007. december 1. 13:00 |

| Budapest Honvéd                                         | 4 – 2               | Nyíregyháza Spartacus                                                     |
| ------------------------------------------------------- | ------------------- | ------------------------------------------------------------------------- |
| Abraham 3' Hercegfalvi 5' 38' Zsolnai 84' Smiljanić 76' | (3 – 0) Jegyzőkönyv | Montvai 65' Apostu 74' 57' Erdélyi 6' Zabos 39' Hegedűs 61′ Lăzăreanu 83' |

| Bozsik József Stadion, Budapest Játékvezető: Nagy Róbert (magyar) |

| 2. forduló 2007. december 5. 13:00 |

| Debreceni VSC                             | 2 – 1               | Nyíregyháza Spartacus               |
| ----------------------------------------- | ------------------- | ----------------------------------- |
| Takács 8' 90' Czvitkovics 34' Bernáth 81' | (2 – 0) Jegyzőkönyv | Apostu 47' Szilágyi 57' Cséke 90+2' |

| Oláh Gábor utcai stadion, Debrecen Játékvezető: Szabó Zsolt (magyar) |

| 3. forduló 2007. december 8. 13:00 |

| Rákospalotai EAC                | 2 – 0               | Nyíregyháza Spartacus |
| ------------------------------- | ------------------- | --------------------- |
| Varga 12' Torma 45' Horváth 19' | (2 – 0) Jegyzőkönyv | Jeddi 90+2'           |

| Budai II László Stadion, Budapest Játékvezető: Bede Ferenc (magyar) |

| 4. forduló 2008. február 16. 14:00 |

| Nyíregyháza Spartacus | 0 – 1               | Rákospalotai EAC               |
| --------------------- | ------------------- | ------------------------------ |
| Hegedűs 59'           | (0 – 0) Jegyzőkönyv | Nyerges 57' Erős 33' Cseri 55' |

| Nyíregyháza Városi Stadion, Nyíregyháza Játékvezető: Iványi Zoltán (magyar) |

| 5. forduló 2008. február 20. 14:00 |

| Nyíregyháza Spartacus                | 1 – 1               | Budapest Honvéd     |
| ------------------------------------ | ------------------- | ------------------- |
| Granát 42' Mboussi 70′ Miskolczi 79' | (1 – 0) Jegyzőkönyv | Fritz 80' Borel 67' |

| Nyíregyháza Városi Stadion, Nyíregyháza Játékvezető: Andó-Szabó Sándor (magyar) |

| 6. forduló 2008. február 27. 14:00 |

| Nyíregyháza Spartacus                                | 0 – 0               | Debreceni VSC       |
| ---------------------------------------------------- | ------------------- | ------------------- |
| Vukadinović 17' Cséke 35' Luis Ramos 45' Hegedűs 53' | (0 – 0) Jegyzőkönyv | Nagy 30' Vukmir 45' |

| Nyíregyháza Városi Stadion, Nyíregyháza Játékvezető: Nagy Róbert (magyar) |

#### A C csoport végeredménye
| Csapat                | M | Gy | D | V | G+ | G– | Gk | P  |
| --------------------- | - | -- | - | - | -- | -- | -- | -- |
| Debreceni VSC         | 6 | 4  | 1 | 1 | 10 | 8  | +2 | 13 |
| REAC                  | 6 | 3  | 1 | 2 | 9  | 10 | –1 | 91 |
| Budapest Honvéd       | 6 | 2  | 2 | 2 | 13 | 8  | +5 | 8  |
| Nyíregyháza Spartacus | 6 | 0  | 2 | 4 | 4  | 10 | –6 | 2  |

- 1 A REAC-tól 1 pontot levontak.

## Külső hivatkozások
- A csapat hivatalos honlapja Archiválva 2013. június 28-i dátummal a Wayback Machine-ben (magyarul)
- A Magyar Labdarúgó Szövetség honlapja, adatbankja (magyarul)